# 龍臺
龍臺（りゅうだい、1751年（宝暦元年） - 1843年（天保14年7月2日））は、江戸時代後期に土佐国で活動した真言宗の僧侶。

## 経歴
清瀧寺、襌師峰寺、青龍寺、金剛頂寺の住職を務めた後、土佐二大本山の一つである賢法山常通寺（現在は廃寺）の住職になる（常通寺は土佐藩家老と同格の格式のある寺だった）。
天明7年、吾川郡名野川川郷村の農民が伊予国に出奔した際は、龍臺の働きかけにより一人の咎人も出ずに農民が帰村している。文政4年常通寺を去り、月洞山寿命院を再興した。天保14年7月2日93歳で没。

## 備考
- 僧侶月暁の師。
- 墓は西の丸公園側